# 稲生美紀
稲生 美紀（いなせ みき、1988年5月4日 - ）は、日本の元グラビアアイドル、元タレントである。
東京都出身。元サンミュージックプロダクション所属。第1回ミスFLASH（2006年）グランプリ。

## 人物
- 趣味は、歌を唄うこと、映画鑑賞。特技は、水泳、陸上短距離。
- 矯正歯科治療を受けたことを明らかにしている（外部リンク参照）。
- 2008年1月、BS-iドラマでドラマ初出演。

## 主な活動

### テレビドラマ
- うさぎたちのもちつき（2008年1月 -、BS-i、ネットシネマ.TV）

### テレビアニメ
- 咲-Saki-（2009年、テレビ東京） - 女生徒#1、PC音声 役

### ラジオ
- 彩とみきのほっと一息☆ティーンズルーム（USEN）

### 出演番組
- コレイチ（テレビ東京）
- 世界制服!竹山塾（テレ朝チャンネル）
- 志村屋です。（フジテレビ）
- 宇宙一せまい授業!（あっ!とおどろく放送局）
- グラビアの美少女（MONDO21）
- アカデミーナイト（TBS）（2010年）
- 趣味の園芸・フルールコーナー（2010年4月-9月、NHK教育）

### 映画
- ゼブラーマン -ゼブラシティの逆襲-（ゼブラミニスカポリス / 如月優実役）（2010年5月1日公開予定）

### 舞台
- カラフル企画Vol.1「いいだせなくて」（2009年4月1日 - 14日・SPACE107、4月18日・長崎NBCビデオホール、4月20‐21日・サンメッセ鳥栖大ホール）

### DVD
- chilampa（チランパ）（2006年8月2日、ポニーキャニオン）-タイトルは「パンチラ」の意味
- miki（2007年5月23日、学習研究社）
- 稲生美紀 だいすき。（2007年10月20日、ラインコミュニケーションズ）
- Princess of the sun（2008年2月22日[1]、エイベックス・マーケティング）
- ゼブラミニスカポリスの逆襲（2010年4月9日、ハピネット）

### CD
- くのいち☆Girls 彩美唯〜あみゅ〜「恋のアクセス解析」（2007年8月15日）

### 写真集
- miki（2007年4月、学習研究社、撮影：唐木貴央）ISBN 978-4054033276